# In-Mould Decoration
In-Mould Decoration (IMD) bezeichnet eine spezielle Form der Verzierung von Kunststoffteilen mit einer farbigen und abriebfesten Beschichtung.
Die in der Praxis häufigste Form der Dekoration sind dünne Folien, die auf einen spritzgegossenen Grundkörper aufgebracht werden (In-Mould-Labeling).

## Prinzip
Eine Trägerfolie mit dem zu übertragenden Motiv wird innerhalb der geöffneten Form platziert. Das Motiv zeigt dabei in Richtung der Öffnung des Formwerkzeuges. Während die Form mit Kunststoff aufgefüllt wird, heftet sich die Farbe an die Gussteile und wird beim Öffnen der Form von der Folie abgelöst. Das beschichtete Teil kann nun entnommen werden.
Für den nächsten Durchgang muss die Folie mit dem Motiv erneuert werden.

## Konstruktion der Form
Die Form muss so konstruiert sein, dass die Folie auf einem glatten Untergrund aufliegt. Dabei kann sie zwar ein wenig geknickt sein, doch je mehr sie von der Ebene abweicht, desto höher wird die Gefahr von Fehlern.
Die Befüllung der Form muss immer so eingerichtet sein, dass sie von der gegenüberliegenden Seite erfolgen kann.
Um den Prozess effektiver zu gestalten, bietet es sich in manchen Fällen an, eine Fördereinrichtung zur automatischen Zufuhr von frischen Folien und Abfuhr der benutzen Folien einzusetzen.
Um Überreste der Farbe, vor allem an den Rändern der beschichteten Flächen zu entfernen, werden oftmals rotierende Bürsten eingesetzt.

## Folien
Zur Dekoration kommen hochwertige, abriebbeständige Folien zum Einsatz, die in der 2D-Geometrie exakt auf den zu dekorierenden 3D-Körper passen müssen. Die Folien sind grafisch oder fotorealistisch bedruckt. Durch eine attraktive Gestaltung des Motivs (z. B. mit Wasser besprühte Erdbeeren auf dem Foto) soll das Produkt Frische suggerieren und im Verkaufsregal den Konsumenten ansprechen. Aktuell kommen Folien auf den Markt, die realistisch Gold- oder Silbertöne wiedergeben können.

## Automation
Da es sich beim In-Mould-Labeling um ein Spritzgießverfahren handelt erfolgt das Einbringen des Dekormaterials mittels einer Automation für die Zuführung der Labels und die Entnahme der dekorierten Spritzlinge. Die Zyklusgeschwindigkeit ist von der Größe der Spritzlinge abhängig. Bei so genannten Dünnwandprodukten (Dünnwandtechnik), etwa einem Margarinebecherdeckel, können Zyklusgeschwindigkeiten von knapp über 3 sec erreicht werden.
Zum Einsatz kommen 2-, 4- oder 6-Kavitätenwerkzeuge.
Sehr wichtig für den reibungslosen Spritzprozess sind die Kerne der Automation, also die Aufnahme-Geometrien für die Spritzlinge.
Zur Qualitätssicherung kommen zunehmend auch Kamerainspektionssysteme zum Einsatz, die die Passform der Labels je Formnest auf dem Grundkörper erfassen und ggf. n.i.O.-Teile ausschleusen.

## Einsatzgebiete
Das In-Mould-Labeling-Verfahren (IML) wird für unterschiedliche Anwendungen angewandt:
- Lebensmittelbehälter (z. B. für Eiscreme, Frischkäse oder Margarine)
- Lebensmittelflaschen und -becher
- Medienbehälter aus dem Baumarkt
- Behälter für Waschmittelzusätze
- Kosmetikbehälter.